# Kontrollzone
Eine Kontrollzone (englisch control zone, international als CTR für controlled traffic region abgekürzt) ist ein kontrollierter Luftraum, der sich von der Erdoberfläche nach oben bis zu einer festgelegten oberen Begrenzung erstreckt. Die Kontrolle in diesem Luftraum unterliegt einem Fluglotsen.
Eine Kontrollzone dient dem Zweck, im Bereich hoher Verkehrsdichte den an-, ab- und durchfliegenden Sichtflug-Verkehr (VFR) mit dem (ohnehin von der Flugverkehrskontrolle geleiteten) Instrumentenflug-Verkehr (IFR) zu koordinieren. Mit Kontrollzonen sind daher vor allem Flugplätze mit hohem Aufkommen an Instrumentenflug-Flugverkehr ausgestattet.
Rechtlich sind Kontrollzonen in Deutschland als Lufträume der Kategorie D (CTR) klassifiziert. International sind auch Lufträume der Klassen A, B oder C zu finden. Um die CTR wird in Deutschland zusätzlich mindestens ein so genannter Nahverkehrsbereich eingerichtet.

## Formen und Größen

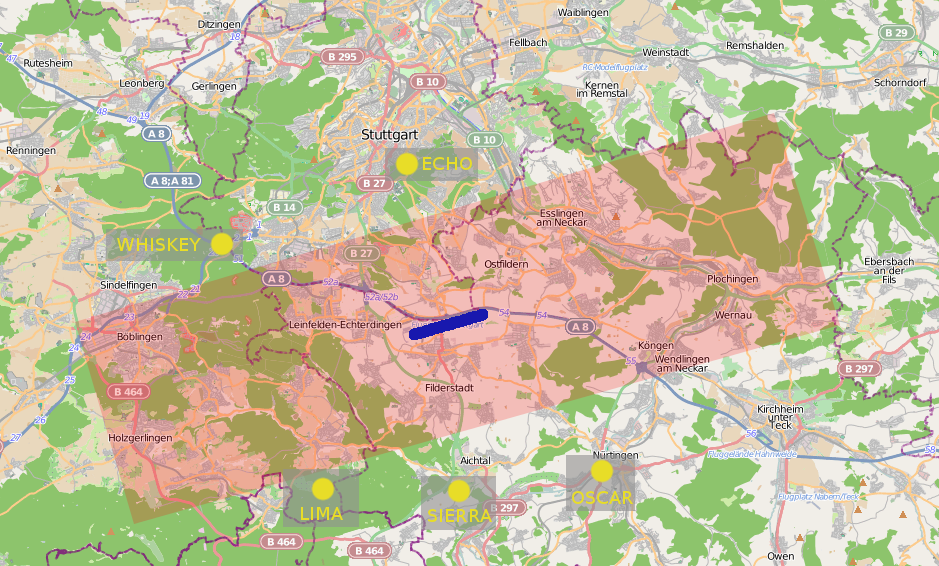
Kontrollzone des Flughafens Stuttgart (rötlich) mit Pflichtmeldepunkten (gelb), in der Mitte die Start- und Landebahn (blau). Die CTR reicht bis in 3500 Fuß MSL, etwa 1066 m ü. NN

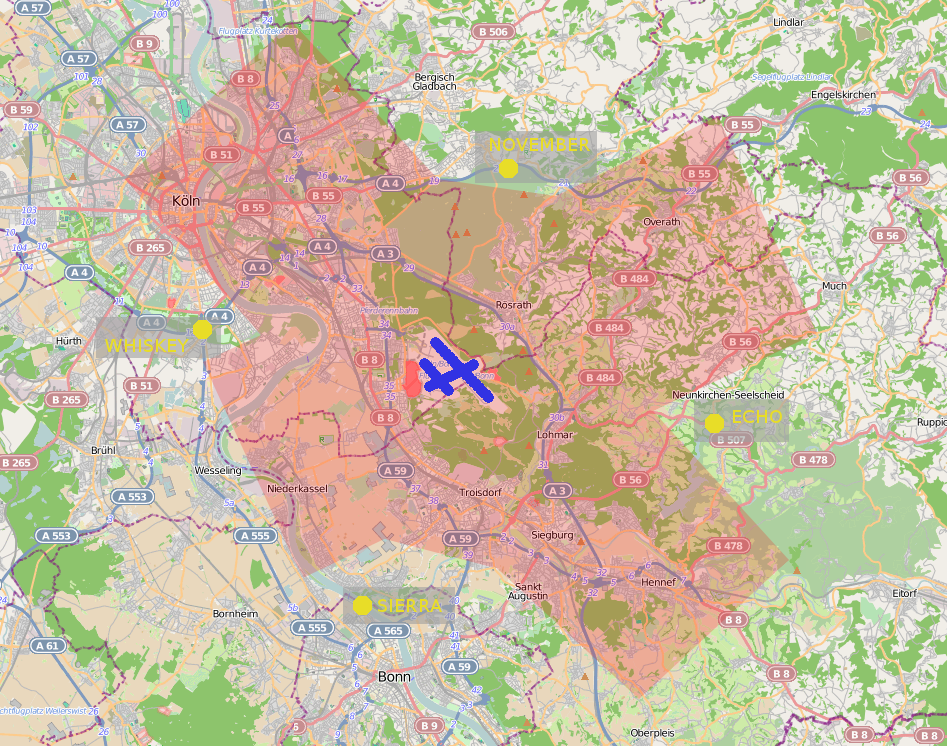
Der Flughafen Köln/Bonn hat infolge kreuzender Start- und Landebahnen (blau) eine kreuzförmige Kontrollzone. Obergrenze ist hier 2500 Fuß MSL bzw. 762 m ü. NN

Die laterale Erstreckung einer Kontrollzone richtet sich nach den lokalen Anforderungen. Viele haben rechteckige Form mit etwa 10–15 km Breite und 25–35 km Länge. Aber auch kreisrunde Formen, Kombinationen oder unregelmäßige Vielecke treten auf, je nach Anordnung der Start- und Landebahnen des Flugplatzes und den sich daraus ergebenden Flugwegen für an- und abfliegenden Verkehr.
In die Höhe reichen Kontrollzonen nach ICAO-Standard mindestens bis 1500 ft AGL (above ground level). Die Obergrenze wird immer als Höhe über dem Meeresspiegel (MSL, mean sea level) angegeben. In Deutschland reichen die höchsten Kontrollzonen bis 4500 ft MSL, beispielsweise am Flughafen Memmingen.
Die Grenzen einer Kontrollzone sind in den offiziell gültigen Sichtflugkarten verzeichnet.

## Gültigkeit
Kontrollzonen an großen Flughäfen sind rund um die Uhr „aktiv“, also luftrechtlich gültig. Kontrollzonen an kleineren oder militärischen Flugplätzen werden in vielen Fällen nur nach Bedarf aktiviert. Diese sind in Luftfahrtkarten mit dem Zusatz „HX“ versehen (für „nicht zeitlich festgelegt“); ein Pilot muss sich vor dem Durchflug bei einer zuständigen Stelle über den Status informieren. Ist eine Kontrollzone nicht aktiv, dann gilt dort die Luftraumstruktur ihrer Umgebung.

## Sichtflug in Kontrollzonen
Ein Einflug nach Sichtflugregeln in eine Kontrollzone ist nur mit Freigabe des zuständigen Fluglotsen zulässig  und erfolgt in der Regel über in den Sichtflugkarten ausgewiesene Pflichtmeldepunkte. Diese fallen oft mit markanten Bodenmerkmalen zusammen, die aus der Luft gut erkennbar sind (zum Beispiel Autobahnkreuze oder auffallende Gebäude) und sind meist nach der Himmelsrichtung benannt, in der sie sich befinden, z. B. ist „WHISKEY“ (siehe ICAO-Alphabet) ein Pflichtmeldepunkt, der in etwa westlich des Flugplatzes liegt.
Innerhalb der Kontrollzone muss jeder Pilot auf der Funkfrequenz des Kontrollturms hörbereit sein, um Anweisungen zur Verkehrslenkung durch den Fluglotsen umsetzen zu können.
Für den Sichtflug (VFR) in einer Kontrollzone gelten folgende Sichtflugmindestbedingungen
1. Hauptwolkenuntergrenze mindestens 1500 Fuß (über Grund),
2. Bodensicht mindestens 5 km
3. Flugsicht mindestens 5 km
4. Abstand zu Wolken horizontal 1,5 km; vertikal 1000 Fuß

Sind die Bedingungen 1 oder 2 nicht gegeben, können dennoch einzelne Ab- und Anflüge durch die Kontrollzone mit Freigabe der Flugverkehrskontrolle nach Sonder-Sichtflugregeln durchgeführt werden.
Seit Dezember 2014 ist formell für jeden Einflug in eine Kontrollzone ein Flugplan gefordert. Bei Flügen nach Sichtflugregeln wird dabei allerdings die Übermittlung der Flugdaten bei der Aufnahme des Funkkontaktes als ein dafür ausreichender air-filed flight plan (AFIL-FPL) betrachtet.
Der zwingend erforderliche Kontakt des Luftfahrzeuges mit dem Turm per Flugfunk schließt in der Regel den Einflug aller Luftfahrzeuge aus, die aus technischen Gründen kein Flugfunkgerät mitführen, beispielsweise Gleitschirme und Hängegleiter.